# 和太鼓

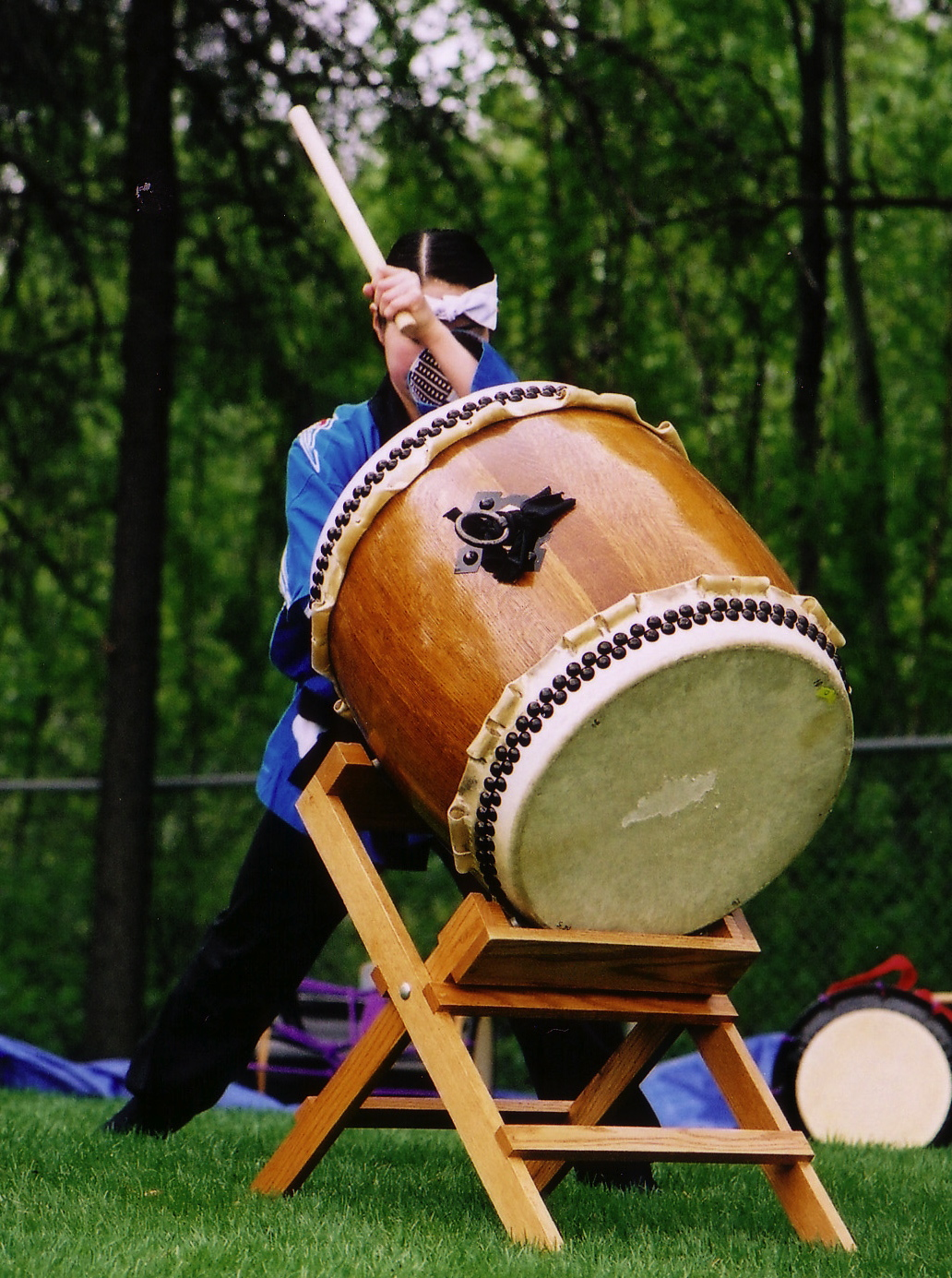
和太鼓的演奏

和太鼓（日语：／ Wadaiko */?），是日本傳統打擊樂器的总称，其中，乐大鼓和打大鼓用来日本雅樂的演奏。

## 影響
知名電玩遊戲《太鼓之達人》（太鼓の達人）系列之主角和田咚，即為在北陸的某個太鼓工房中，一個靈魂寄居的紅色和太鼓。

## 著名演奏者
- 林 英哲（页面存档备份，存于）
- 林田ひろゆき
- TAKERU
- 過足雅之
- 御木裕樹
- 服部博之（页面存档备份，存于）
- 日野一輝（页面存档备份，存于）
- 井上英樹（页面存档备份，存于）
- 長谷川 義